# Masdevallia
Masdevallia (em português: Masdevália) é um género botânico pertencente à família das orquídeas (Orchidaceæ).

## Etimologia
O nome é uma homenagem ao médico e botânico espanhol José Masdeval, que teve seu nome latinizado para Iosephus Masdevallius. Masdeval viveu no século XVIII, na corte de Carlos III.

## Descrição
Este gênero compreende mais de quinhentas espécies epífitas, ocorrendo no Brasil, Peru, Equador, Colômbia, Costa Rica e Venezuela .A maioria das espécies vive entre 1000 a 3000 metros de altitude e poucas se adaptam a climas quentes. Por não possuírem bulbos, que armazenam água, requerem alta umidade relativa do ar,sombreamento de 70% a 85% e ar circulando. Deste gênero foram desmembrados: Dracula, Dryadella, e Trisetella.

## Espécies
Contém as seguintes espécies:
- Masdevallia abbreviata  Rchb.f.
- Masdevallia acaroi  Luer & Hirtz
- Masdevallia acrochordonia  Rchb.f.
- Masdevallia adamsii  Luer
- Masdevallia adrianae  Luer
- Masdevallia aenigma  Luer & R.Escobar
- Masdevallia agaster  Luer
- Masdevallia aguirrei  Luer & R.Escobar
- Masdevallia akemiana  Königer & Sijm
- Masdevallia albella  Luer & Teague
- Masdevallia alexandri  Luer
- Masdevallia alismifolia  Kraenzl.
- Masdevallia amabilis  Rchb.f. & Warsz.
- Masdevallia amaluzae  Luer & Malo
- Masdevallia amanda  Rchb.f. & Warsz.
- Masdevallia ametroglossa  Luer & Hirtz
- Masdevallia amoena  Luer
- Masdevallia amplexa  Luer
- Masdevallia ampullacea  Luer & Andreetta
- Masdevallia anceps  Luer & Hirtz
- Masdevallia andreae  P.Ortiz
- Masdevallia andreettana  Luer
- Masdevallia andresiana  Luer & Maduro
- Masdevallia anemone  Luer
- Masdevallia anfracta  Königer & J.Portilla
- Masdevallia angulata  Rchb.f.
- Masdevallia angulifera  Rchb.f. ex Kraenzl.
- Masdevallia anisomorpha  Garay
- Masdevallia anomala  Luer & Sijm
- Masdevallia antonii  Königer
- Masdevallia aphanes  Königer
- Masdevallia apparitio  Luer & R.Escobar
- Masdevallia aptera  Luer & L.O'Shaughn.
- Masdevallia arangoi  Luer & R.Escobar
- Masdevallia ariasii  Luer
- Masdevallia arminii  Linden & Rchb.f.
- Masdevallia assurgens  Luer & R.Escobar
- Masdevallia asterotricha  Königer
- Masdevallia atahualpa  Luer
- Masdevallia attenuata  Rchb.f.
- Masdevallia audax  Königer
- Masdevallia aurea  Luer
- Masdevallia aurorae  Luer & M.W.Chase
- Masdevallia ayabacana  Luer
- Masdevallia bangii  Schltr.
- Masdevallia barlaeana  Rchb.f.
- Masdevallia barrowii  Luer
- Masdevallia belua  Königer & D'Aless.
- Masdevallia bennettii  Luer
- Masdevallia berthae  Luer & Andreetta
- Masdevallia bicolor  Poepp. & Endl.
- Masdevallia bicornis  Luer
- Masdevallia biflora  Regel
- Masdevallia boliviensis  Schltr.
- Masdevallia bonplandii  Rchb.f.
- Masdevallia bottae  Luer & Andreetta
- Masdevallia bourdetteana  Luer
- Masdevallia brachyantha  Schltr.
- Masdevallia brachyura  F.Lehm. & Kraenzl.
- Masdevallia brenneri  Luer
- Masdevallia brockmuelleri  Luer
- Masdevallia bryophila  Luer
- Masdevallia buccinator  Rchb.f. & Warsz.
- Masdevallia bucculenta  Luer
- Masdevallia bulbophyllopsis  Kraenzl.
- Masdevallia burianii  Luer & Dalström
- Masdevallia burzlaffiana  Königer
- Masdevallia cacodes  Luer & R.Escobar
- Masdevallia caesia  Roezl
- Masdevallia calagrasalis  Luer
- Masdevallia calcarata  Luer & V.N.M.Rao
- Masdevallia calocalix  Luer
- Masdevallia caloptera  Rchb.f.
- Masdevallia calosiphon  Luer
- Masdevallia calura  Rchb.f.
- Masdevallia campyloglossa  Rchb.f.
- Masdevallia cardiantha  Königer
- Masdevallia carmenensis  Luer & Malo
- Masdevallia carnosa  Königer
- Masdevallia carpishica  Luer & Cloes
- Masdevallia carrilloana  P.Ortiz
- Masdevallia carruthersiana  F.Lehm. ex Kraenzl.
- Masdevallia castor  Luer & Cloes
- Masdevallia catapheres  Königer
- Masdevallia caudata  Lindl.
- Masdevallia caudivolvula  Kraenzl.
- Masdevallia cerastes  Luer & R.Escobar
- Masdevallia chaetostoma  Luer
- Masdevallia chaparensis  T.Hashim.
- Masdevallia chasei  Luer
- Masdevallia chaucana  Luer & Hirtz
- Masdevallia cheloglossa  Luer & Dalström
- Masdevallia chimboensis  Kraenzl.
- Masdevallia chontalensis  Rchb.f.
- Masdevallia chuspipatae  Luer & Teague
- Masdevallia cinnamomea  Rchb.f.
- Masdevallia citrinella  Luer & Malo
- Masdevallia civilis  Rchb.f. & Warsz.
- Masdevallia clandestina  Luer & R.Escobar
- Masdevallia cleistogama  Luer
- Masdevallia cloesii  Luer
- Masdevallia cocapatae  Luer, Teague & R.Vásquez
- Masdevallia coccinea  Linden ex Lindl.
- Masdevallia collantesii  D.E.Benn. & Christenson
- Masdevallia collina  L.O.Williams
- Masdevallia colossus  Luer
- Masdevallia concinna  Königer
- Masdevallia condorensis  Luer & Hirtz
- Masdevallia constricta  Poepp. & Endl.
- Masdevallia copiosa  Kraenzl.
- Masdevallia corazonica  Schltr.
- Masdevallia cordeliana  Luer
- Masdevallia corderoana  F.Lehm. & Kraenzl.
- Masdevallia coriacea  Lindl.
- Masdevallia corniculata  Rchb.f.
- Masdevallia cosmia  Königer
- Masdevallia cranion  Luer
- Masdevallia crassicaudis  Luer & J.Portilla
- Masdevallia crescenticola  F.Lehm. & Kraenzl.
- Masdevallia cretata  Luer
- Masdevallia cucullata  Rchb.f.
- Masdevallia cuprea  Lindl.
- Masdevallia cupularis  Rchb.f.
- Masdevallia curtipes  Barb.Rodr.
- Masdevallia cyclotega  Königer
- Masdevallia cylix  Luer & Malo
- Masdevallia dalessandroi  Luer
- Masdevallia dalstroemii  Luer
- Masdevallia datura  Luer & R.Vásquez
- Masdevallia davisii  Rchb.f.
- Masdevallia deceptrix  Luer & Würstle
- Masdevallia decumana  Königer
- Masdevallia deformis  Kraenzl.
- Masdevallia delhierroi  Luer & Hirtz
- Masdevallia delphina  Luer
- Masdevallia demissa  Rchb.f.
- Masdevallia deniseana  Luer & J.Portilla
- Masdevallia descendens  Luer & Andreetta
- Masdevallia dimorphotricha  Luer & Hirtz
- Masdevallia discoidea  Luer & Würstle
- Masdevallia discolor  Luer & R.Escobar
- Masdevallia don -quijote Luer & Andreetta
- Masdevallia dorisiae  Luer
- Masdevallia draconis  Luer & Andreetta
- Masdevallia dreisei  Luer
- Masdevallia dryada  Luer & R.Escobar
- Masdevallia dubbeldamii  Luer & Sijm
- Masdevallia dudleyi  Luer
- Masdevallia dunstervillei  Luer
- Masdevallia dura  Luer
- Masdevallia dynastes  Luer
- Masdevallia eburnea  Luer & Maduro
- Masdevallia echo  Luer
- Masdevallia ejiriana  Luer & J.Portilla
- Masdevallia elachys  Luer
- Masdevallia elegans  Luer & R.Escobar
- Masdevallia elephanticeps  Rchb.f. & Warsz.
- Masdevallia empusa  Luer
- Masdevallia encephala  Luer & R.Escobar
- Masdevallia ensata  Rchb.f.
- Masdevallia epallax  Königer
- Masdevallia ephelota  Luer & Cloes
- Masdevallia estradae  Rchb.f.
- Masdevallia eucharis  Luer
- Masdevallia eumeces  Luer
- Masdevallia eumeliae  Luer
- Masdevallia eurynogaster  Luer & Andreetta
- Masdevallia excelsior  Luer & Andreetta
- Masdevallia exilipes  Schltr.
- Masdevallia expers  Luer & Andreetta
- Masdevallia exquisita  Luer & Hirtz
- Masdevallia falcago  Rchb.f.
- Masdevallia fasciata  Rchb.f.
- Masdevallia figueroae  Luer
- Masdevallia filaria  Luer & R.Escobar
- Masdevallia flaveola  Rchb.f.
- Masdevallia floribunda  Lindl.
- Masdevallia foetens  Luer & R.Escobar
- Masdevallia formosa  Luer & Cloes
- Masdevallia fosterae  Luer
- Masdevallia fractiflexa  F.Lehm. & Kraenzl.
- Masdevallia frilehmannii  Luer & R.Vásquez
- Masdevallia fuchsii  Luer
- Masdevallia fulvescens  Rolfe
- Masdevallia garciae  Luer
- Masdevallia gargantua  Rchb.f.
- Masdevallia gastrodes  Luer & Sijm
- Masdevallia geminiflora  P.Ortiz
- Masdevallia gentianoides  Luer & J.Leathers
- Masdevallia gerhardii  Luer & Sijm
- Masdevallia gilbertoi  Luer & R.Escobar
- Masdevallia glandulosa  Königer
- Masdevallia glomerosa  Luer & Andreetta
- Masdevallia gloriae  Luer & Maduro
- Masdevallia gnoma  H.R.Sweet
- Masdevallia goliath  Luer & Andreetta
- Masdevallia graminea  Luer
- Masdevallia guayanensis  Lindl. ex Benth.
- Masdevallia guerrieroi  Luer & Andreetta
- Masdevallia gutierrezii  Luer
- Masdevallia guttulata  Rchb.f.
- Masdevallia harlequina  Luer
- Masdevallia hartman -filii Luer, Hirtz & V.N.M.Rao
- Masdevallia hartmanii  Luer
- Masdevallia heideri  Königer
- Masdevallia helenae  Luer
- Masdevallia helgae  Königer & J.Portilla
- Masdevallia henniae  Luer & Dalström
- Masdevallia hercules  Luer & Andreetta
- Masdevallia herradurae  F.Lehm. & Kraenzl.
- Masdevallia heteroptera  Rchb.f.
- Masdevallia hians  Linden & Rchb.f.
- Masdevallia hieroglyphica  Rchb.f.
- Masdevallia hirtzii  Luer & Andreetta
- Masdevallia hortensis  Luer & R.Escobar
- Masdevallia hubeinii  Luer & Würstle
- Masdevallia hydrae  Luer
- Masdevallia hylodes  Luer & R.Escobar
- Masdevallia hymenantha  Rchb.f.
- Masdevallia hystrix  Luer & Hirtz
- Masdevallia icterina  Königer
- Masdevallia idae  Luer & M.Arias
- Masdevallia ignea  Rchb.f.
- Masdevallia immensa  Luer
- Masdevallia impostor  Luer & R.Escobar
- Masdevallia indecora  Luer & R.Escobar
- Masdevallia infracta  Lindl.
- Masdevallia ingridiana  Luer & J.Portilla
- Masdevallia instar  Luer & Andreetta
- Masdevallia ionocharis  Rchb.f.
- Masdevallia irapana  H.R.Sweet
- Masdevallia iris  Luer & R.Escobar
- Masdevallia ishikoi  Luer
- Masdevallia isos  Luer
- Masdevallia ivanii  Luer & V.N.M.Rao
- Masdevallia jarae  Luer
- Masdevallia josei  Luer
- Masdevallia juan -albertoi Luer & M.Arias
- Masdevallia karineae  Nauray ex Luer
- Masdevallia klabochorum  Rchb.f.
- Masdevallia kuhniorum  Luer
- Masdevallia kyphonantha  H.R.Sweet
- Masdevallia laevis  Lindl.
- Masdevallia lamia  Luer & Hirtz
- Masdevallia lamprotyria  Königer
- Masdevallia lankesteriana  Luer
- Masdevallia lansbergii  Rchb.f.
- Masdevallia lappifera  Luer & Hirtz
- Masdevallia lata  Rchb.f.
- Masdevallia laucheana  J.Fraser
- Masdevallia leathersii  Luer
- Masdevallia lehmannii  Rchb.f.
- Masdevallia lenae  Luer & Hirtz
- Masdevallia leonardoi  Luer
- Masdevallia leonii  D.E.Benn. & Christenson
- Masdevallia leontoglossa  Rchb.f.
- Masdevallia leptoura  Luer
- Masdevallia leucantha  F.Lehm. & Kraenzl.
- Masdevallia lewisii  Luer & R.Vásquez
- Masdevallia lilacina  Königer
- Masdevallia lilianae  Luer
- Masdevallia limax  Luer
- Masdevallia lineolata  Königer
- Masdevallia lintricula  Königer
- Masdevallia listroglossa  Luer & Dalström
- Masdevallia livingstoneana  Roezl ex Rchb.f.
- Masdevallia lophina  Luer & Sijm
- Masdevallia loui  Luer & Dalström
- Masdevallia lucernula  Königer
- Masdevallia ludibunda  Rchb.f.
- Masdevallia ludibundella  Luer & R.Escobar
- Masdevallia luziaemariae  Luer & R.Vásquez
- Masdevallia lychniphora  Königer
- Masdevallia lynchiphora  Königer
- Masdevallia lynniana  Luer
- Masdevallia macrogenia  (Arango) Luer & R.Escobar
- Masdevallia macroglossa  Rchb.f.
- Masdevallia macropus  F.Lehm. & Kraenzl.
- Masdevallia macrura  Rchb.f.
- Masdevallia maculata  Klotzsch & H.Karst.
- Masdevallia maduroi  Luer
- Masdevallia magaliana  Luer & V.N.M.Rao
- Masdevallia mallii  Luer
- Masdevallia manarana  Carnevali & I.Ramírez
- Masdevallia manchinazae  Luer & Andreetta
- Masdevallia mandarina  (Luer & R.Escobar) Luer
- Masdevallia manningii  Königer
- Masdevallia manoloi  Luer & M.Arias
- Masdevallia manta  Königer & Sijm
- Masdevallia marginella  Rchb.f.
- Masdevallia marizae  Luer & Rolando
- Masdevallia marthae  Luer & R.Escobar
- Masdevallia martineae  Luer
- Masdevallia martiniana  Luer
- Masdevallia mascarata  Luer & R.Vásquez
- Masdevallia mastodon  Rchb.f.
- Masdevallia mataxa  Königer & H.Mend.
- Masdevallia maxilimax  (Luer) Luer
- Masdevallia mayaycu  Luer & Andreetta
- Masdevallia medinae  Luer & J.Portilla
- Masdevallia medusa  Luer & R.Escobar
- Masdevallia mejiana  Garay
- Masdevallia melanoglossa  Luer
- Masdevallia melanopus  Rchb.f.
- Masdevallia melanoxantha  Linden & Rchb.f.
- Masdevallia meleagris  Lindl.
- Masdevallia melina  Königer & J.Meza
- Masdevallia menatoi  Luer & R.Vásquez
- Masdevallia mendozae  Luer
- Masdevallia mentosa  Luer
- Masdevallia merinoi  Luer & J.Portilla
- Masdevallia mezae  Luer
- Masdevallia microptera  Luer & Würstle
- Masdevallia microsiphon  Luer
- Masdevallia midas  Luer
- Masdevallia milagroi  Luer & Hirtz
- Masdevallia minuta  Lindl.
- Masdevallia misasii  Braas
- Masdevallia molossoides  Kraenzl.
- Masdevallia molossus  Rchb.f.
- Masdevallia monicana  Luer
- Masdevallia monogona  Königer
- Masdevallia mooreana  Rchb.f.
- Masdevallia morochoi  Luer & Andreetta
- Masdevallia munae  Luer & R.Barrow
- Masdevallia murex  Luer
- Masdevallia mutica  Luer & R.Escobar
- Masdevallia naevia  Luer & V.N.M.Rao
- Masdevallia naranjapatae  Luer
- Masdevallia navicularis  Garay & Dunst.
- Masdevallia nebulina  Luer
- Masdevallia newmaniana  Luer & Teague
- Masdevallia nicaraguae  Luer
- Masdevallia nidifica  Rchb.f.
- Masdevallia niesseniae  Luer
- Masdevallia nigricans  Königer & Sijm
- Masdevallia nijhuisiae  Luer & Sijm
- Masdevallia nikoleana  Luer & J.Portilla
- Masdevallia nitens  Luer
- Masdevallia nivea  (Luer & R.Escobar) Luer & R.Escobar
- Masdevallia norae  Luer
- Masdevallia norops  Luer & Andreetta
- Masdevallia norrisiorum  Luer & Dalström
- Masdevallia notosibirica  Maek. & T.Hashim.
- Masdevallia nunezii  Luer & Dalström
- Masdevallia obscurans  (Luer) Luer
- Masdevallia odontocera  Luer & R.Escobar
- Masdevallia odontopetala  Luer
- Masdevallia olmosii  Königer & Sijm
- Masdevallia omorenoi  Luer & R.Vásquez
- Masdevallia ophioglossa  Rchb.f.
- Masdevallia oreas  Luer & R.Vásquez
- Masdevallia ortalis  Luer
- Masdevallia os -draconis Luer & R.Escobar
- Masdevallia os -viperae Luer & Andreetta
- Masdevallia oscarii  Luer & R.Escobar
- Masdevallia oscitans  (Luer) Luer
- Masdevallia ostaurina  Luer
- Masdevallia ova -avis Luer
- Masdevallia oversteegeniana  Luer & Sijm
- Masdevallia oxapampaensis  D.E.Benn. & Christenson
- Masdevallia pachyantha  Rchb.f.
- Masdevallia pachygyne  Kraenzl.
- Masdevallia pachysepala  (Rchb.f.) Luer
- Masdevallia pachyura  Rchb.f.
- Masdevallia paivaeana  Rchb.f.
- Masdevallia pandurilabia  C.Schweinf.
- Masdevallia panguiensis  Luer & Andreetta
- Masdevallia pantomima  Luer & Hirtz
- Masdevallia papillosa  Luer
- Masdevallia paquishae  Luer & Hirtz
- Masdevallia pardina  Rchb.f.
- Masdevallia parsonsii  Luer
- Masdevallia parvula  Schltr.
- Masdevallia pastinata  Luer
- Masdevallia patchicutzae  Luer & Hirtz
- Masdevallia patriciana  Luer
- Masdevallia patula  Luer & Malo
- Masdevallia peristeria  Rchb.f.
- Masdevallia pernix  Königer
- Masdevallia persicina  Luer
- Masdevallia pescadoensis  Luer & R.Escobar
- Masdevallia phacopsis  Luer & Dalström
- Masdevallia phasmatodes  Königer
- Masdevallia phlogina  Luer
- Masdevallia phoebe  Luer & Hirtz
- Masdevallia phoenix  Luer
- Masdevallia picea  Luer
- Masdevallia picta  Luer
- Masdevallia picturata  Rchb.f.
- Masdevallia pileata  Luer & Würstle
- Masdevallia pinocchio  Luer & Andreetta
- Masdevallia planadensis  Luer & R.Escobar
- Masdevallia plantaginea  (Poepp. & Endl.) Cogn.
- Masdevallia platyglossa  Rchb.f.
- Masdevallia pleurothalloides  Luer
- Masdevallia plynophora  Luer
- Masdevallia pollux  Luer & Cloes
- Masdevallia polychroma  Luer
- Masdevallia polysticta  Rchb.f.
- Masdevallia popowiana  Königer & J.G.Weinm.bis
- Masdevallia porphyrea  Luer
- Masdevallia portillae  Luer & Andreetta
- Masdevallia posadae  Luer & R.Escobar
- Masdevallia pozoi  Königer
- Masdevallia princeps  Luer
- Masdevallia priscillana  Luer & V.N.M.Rao
- Masdevallia proboscoidea  Luer & V.N.M.Rao
- Masdevallia prodigiosa  Königer
- Masdevallia prolixa  Luer
- Masdevallia prosartema  Königer
- Masdevallia pteroglossa  Schltr.
- Masdevallia pulcherrima  Luer & Andreetta
- Masdevallia pumila  Poepp. & Endl.
- Masdevallia purpurella  Luer & R.Escobar
- Masdevallia purpurina  Schltr.
- Masdevallia pyknosepala  Luer & Cloes
- Masdevallia pyxis  Luer
- Masdevallia quasimodo  Luer
- Masdevallia racemosa  Lindl.
- Masdevallia rafaeliana  Luer
- Masdevallia rana -aurea Luer
- Masdevallia receptrix  Luer & R.Vásquez
- Masdevallia recurvata  Luer & Dalström
- Masdevallia regina  Luer
- Masdevallia reichenbachiana  Endrés ex Rchb.f.
- Masdevallia renzii  Luer
- Masdevallia repanda  Luer & Hirtz
- Masdevallia replicata  Königer
- Masdevallia revoluta  Königer & J.Portilla
- Masdevallia rex  Luer & Hirtz
- Masdevallia rhinophora  Luer & R.Escobar
- Masdevallia rhodehameliana  Luer
- Masdevallia richardsoniana  Luer
- Masdevallia ricii  Luer & R.Vásquez
- Masdevallia rigens  Luer
- Masdevallia rimarima -alba Luer
- Masdevallia robusta  Luer
- Masdevallia rodolfoi  (Braas) Luer
- Masdevallia rolandorum  Luer & Sijm
- Masdevallia rolfeana  Kraenzl.
- Masdevallia rosea  Lindl.
- Masdevallia roseola  Luer
- Masdevallia rubeola  Luer & R.Vásquez
- Masdevallia rubiginosa  Königer
- Masdevallia rufescens  Königer
- Masdevallia rugulosa  Königer
- Masdevallia ruizii  Luer & Dalström
- Masdevallia saltatrix  Rchb.f.
- Masdevallia sanchezii  Luer & Andreetta
- Masdevallia sanctae -fidei Kraenzl.
- Masdevallia sanctae -inesae Luer & Malo
- Masdevallia sanctae -rosae Kraenzl.
- Masdevallia sanguinea  Luer & Andreetta
- Masdevallia scabrilinguis  Luer
- Masdevallia scalpellifera  Luer
- Masdevallia scandens  Rolfe
- Masdevallia scapha  Braas
- Masdevallia sceptrum  Rchb.f.
- Masdevallia schildhaueri  Königer
- Masdevallia schizantha  Kraenzl.
- Masdevallia schizopetala  Kraenzl.
- Masdevallia schizostigma  Luer
- Masdevallia schlimii  Linden ex Lindl.
- Masdevallia schmidt -mummii Luer & R.Escobar
- Masdevallia schoonenii  Luer
- Masdevallia schroederae  Boos
- Masdevallia schroederiana  H.J.Veitch
- Masdevallia schudelii  Luer
- Masdevallia scitula  Königer
- Masdevallia scobina  Luer & R.Escobar
- Masdevallia scopaea  Luer & R.Vásquez
- Masdevallia segrex  Luer & Hirtz
- Masdevallia segurae  Luer & R.Escobar
- Masdevallia selenites  Königer
- Masdevallia semiteres  Luer & R.Escobar
- Masdevallia serendipita  Luer & Teague
- Masdevallia sernae  Luer & R.Escobar
- Masdevallia sertula  Luer & Andreetta
- Masdevallia setacea  Luer & Malo
- Masdevallia setipes  Schltr.
- Masdevallia shiraishii  Königer & M.Arias
- Masdevallia sijmiana  Königer
- Masdevallia silvanoi  Luer & Dalström
- Masdevallia singeri  Luer & Sijm
- Masdevallia siphonantha  Luer
- Masdevallia smallmaniana  Luer
- Masdevallia soennemarkii  Luer & Dalström
- Masdevallia solomonii  Luer & R.Vásquez
- Masdevallia sotoana  H.Medina & Pupulin
- Masdevallia speciosa  Luer
- Masdevallia spilantha  Königer
- Masdevallia sprucei  Rchb.f.
- Masdevallia staaliana  Luer & Hirtz
- Masdevallia stenorhynchos  Kraenzl.
- Masdevallia stigii  Luer & L.Jost
- Masdevallia stirpis  Luer
- Masdevallia strattoniana  Luer & Hirtz
- Masdevallia striatella  Rchb.f.
- Masdevallia strigosa  Königer
- Masdevallia strobelii  H.R.Sweet & Garay
- Masdevallia strumifera  Rchb.f.
- Masdevallia strumosa  P.Ortiz & E.Calderón
- Masdevallia stumpflei  Braas
- Masdevallia suinii  Luer & Hirtz
- Masdevallia sulphurella  Königer
- Masdevallia sumapazensis  P.Ortiz
- Masdevallia superbiens  Luer & Hirtz
- Masdevallia sururuana  Campacci
- Masdevallia synthesis  Luer
- Masdevallia teaguei  Luer
- Masdevallia telloi  Luer & Hirtz
- Masdevallia tentaculata  Luer
- Masdevallia terborchii  Luer
- Masdevallia theleura  Luer
- Masdevallia thienii  Dodson
- Masdevallia tinekeae  Luer & R.Vásquez
- Masdevallia titan  Luer
- Masdevallia tokachiorum  Luer
- Masdevallia tonduzii  Woolward
- Masdevallia torta  Rchb.f.
- Masdevallia tovarensis  Rchb.f.
- Masdevallia trautmanniana  Luer & J.Portilla
- Masdevallia trechsliniana  Königer & J.Meza
- Masdevallia triangularis  Lindl.
- Masdevallia tricallosa  Königer
- Masdevallia tricycla  Luer
- Masdevallia tridens  Rchb.f.
- Masdevallia trifurcata  Luer
- Masdevallia trigonopetala  Kraenzl.
- Masdevallia trochilus  Linden & André
- Masdevallia truncata  Luer
- Masdevallia tsubotae  Luer
- Masdevallia tubata  Schltr.
- Masdevallia tubuliflora  Ames
- Masdevallia tubulosa  Lindl.
- Masdevallia tuerckheimii  Ames
- Masdevallia uncifera  Rchb.f.
- Masdevallia uniflora  Ruiz & Pav.
- Masdevallia urceolaris  Kraenzl.
- Masdevallia ustulata  Luer
- Masdevallia utriculata  Luer
- Masdevallia valenciae  Luer & R.Escobar
- Masdevallia vargasii  C.Schweinf.
- Masdevallia vasquezii  Luer
- Masdevallia veitchiana  Rchb.f.
- Masdevallia velella  Luer
- Masdevallia velifera  Rchb.f.
- Masdevallia velox  Königer
- Masdevallia venatoria  Luer & Malo
- Masdevallia venezuelana  H.R.Sweet
- Masdevallia ventricosa  Schltr.
- Masdevallia ventricularia  Rchb.f.
- Masdevallia venus  Luer & Hirtz
- Masdevallia venusta  Schltr.
- Masdevallia verecunda  Luer
- Masdevallia vexillifera  Luer
- Masdevallia vidua  Luer & Andreetta
- Masdevallia vieirana  Luer & R.Escobar
- Masdevallia vierlingii  Königer
- Masdevallia vilcabambensis  L.Valenz. & E.Suclli
- Masdevallia villegasii  Königer
- Masdevallia virens  Luer & Andreetta
- Masdevallia virgo -cuencae Luer & Andreetta
- Masdevallia virgo -rosea Buitr.-Delg., N.Peláez & Gary Mey.
- Masdevallia vomeris  Luer
- Masdevallia wageneriana  Linden ex Lindl.
- Masdevallia walteri  Luer
- Masdevallia weberbaueri  Schltr.
- Masdevallia welischii  Luer
- Masdevallia wendlandiana  Rchb.f.
- Masdevallia whiteana  Luer
- Masdevallia wuelfinghoffiana  Luer & J.Portilla
- Masdevallia wuellneri  P.Ortiz
- Masdevallia wuerstlei  Luer
- Masdevallia wurdackii  C.Schweinf.
- Masdevallia xanthina  Rchb.f.
- Masdevallia xanthodactyla  Rchb.f.
- Masdevallia ximenae  Luer & Hirtz
- Masdevallia xiphium  Rchb.f. ex Kraenzl.
- Masdevallia xylina  Rchb.f.
- Masdevallia yungasensis  T.Hashim.
- Masdevallia zahlbruckneri  Kraenzl.
- Masdevallia zamorensis  Luer & J.Portilla
- Masdevallia zapatae  Luer & R.Escobar
- Masdevallia zebracea  Luer
- Masdevallia zongoensis  Luer & Hirtz
- Masdevallia zumbae  Luer
- Masdevallia zumbuehlerae  Luer
- Masdevallia zygia  Luer & Malo
- Masdevallia × alvaroi Luer & R.Escobar
- Masdevallia × kareliae Oakeley
- Masdevallia × ligiae Luer & R.Escobar
- Masdevallia × mystica Luer
- Masdevallia × senghasiana Luer
- Masdevallia × splendida Rchb.f.
- Masdevallia × strumella Luer
- Masdevallia × wubbenii Luer